# Johann Anton Güldenstädt

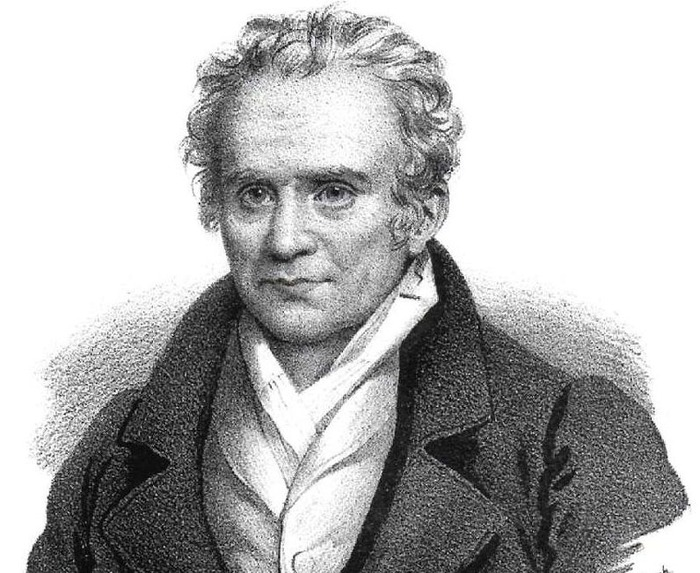
Johann Anton Güldenstädt (1781)

Johann Anton von Güldenstädt, russisch Иоганн Антон,  Антонович Гюльденштедт (* 26. Apriljul. / 7. Mai 1745greg. in Riga, Russisches Kaiserreich; † 23. Märzjul. / 3. April 1781greg. in St. Petersburg, Russisches Kaiserreich) war ein  Naturforscher und Entdecker deutsch-baltischer Herkunft. Sein botanisches Autorenkürzel lautet „Gueldenst.“

## Leben und Wirken
Güldenstädt verlor früh seine Eltern  und studierte von 1763 an Arzneikunde, Botanik und Naturkunde in Berlin. Im Alter von 22 Jahren erlangte er 1767 einen Doktorgrad in Medizin an der Alma Mater Viadrina in Frankfurt (Oder). Im Juni des folgenden Jahres entsandte ihn die Russische Akademie der Wissenschaften, deren Mitglied er wurde, im Auftrag Katharinas II. auf eine Expedition zur Erkundung der südlichen Grenzen Russlands. Güldenstädt reiste in den folgenden Jahren zusammen mit Samuel Gottlieb Gmelin durch die Region Astrachan, Ukraine, durch den nördlichen Kaukasus bis nach Georgien. Seine Expedition war die erste systematische Untersuchung des Kaukasus.
Im März 1775 kehrte er nach St. Petersburg zurück und verfasste in den folgenden Jahren mehrere geographische, historische und naturkundliche Veröffentlichungen in deutscher und lateinischer Sprache, darunter auch einer Erstbeschreibung der Rohrkatze.
Im März 1781 starb Güldenstädt an einem Fieber. Seine Aufzeichnungen über seine Expedition wurden posthum von Peter Simon Pallas unter dem Titel Reisen durch Russland und im Caucasischen Gebürge (1787–1791) veröffentlicht.

## Ehrungen
Nach Güldenstädt benannt ist die Gattung Gueldenstaedtia Fisch. aus der Familie der Hülsenfrüchtler (Fabaceae).

## Veröffentlichungen
- Chaus – Animal feli adfine descriptum. Commentarii Academiae Scientiarum Imperialis Petropolitanae Band 20, St. Petersburg 1776. pp. 483
- Reisen durch Rußland und im Caucasischen Gebürge. Russisch-Kayserliche Akademie der Wissenschaften (P. S. Pallas) St. Petersburg 1787. (online in der Deutschen Digitalen Bibliothek)
- Puteschestwije po Kawkasu w 1770 – 1773 gg. übersetzt von T. K. Schafranovskaja. Peterburgskoje Wostokowedenije, St. Petersburg 2002.